# Кантига

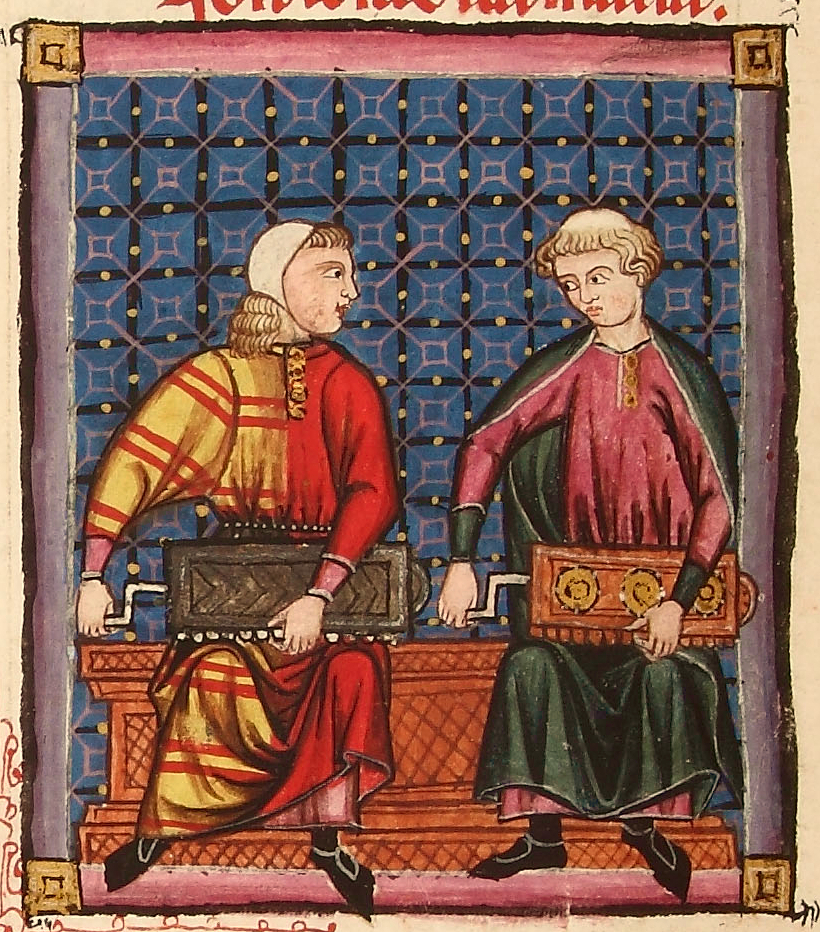
Миниатюра из рукописи с кантигами Девы Марии (Библиотека Эскориала, Мадрид, Ms. b.1.2, XIII век)

Канти́га (порт. cantiga, галис. cantiga) — испанская и португальская одноголосная песня XIII — XIV веков, а также жанр галисийско-португальской поэзии (наиболее ранние датировки — 1200—1216). Различаются кантиги духовной и светской тематики. Бо́льшую часть дошедших до нас музыкальных кантиг составляют паралитургические песни, так называемые Cantigas de Santa María, написанные во славу Девы Марии. От светских песен сохранились (за исключением некоторых фрагментов) только стихи. В эпоху Возрождения под термином «кантига» подразумевалась многоголосная песня светского характера. Примеры таких полифонических произведений имеются в «Беленском кансионейру», «Лиссабонском кансионейру», «Парижском кансионейру» и «Элвашском кансионейру».

## История

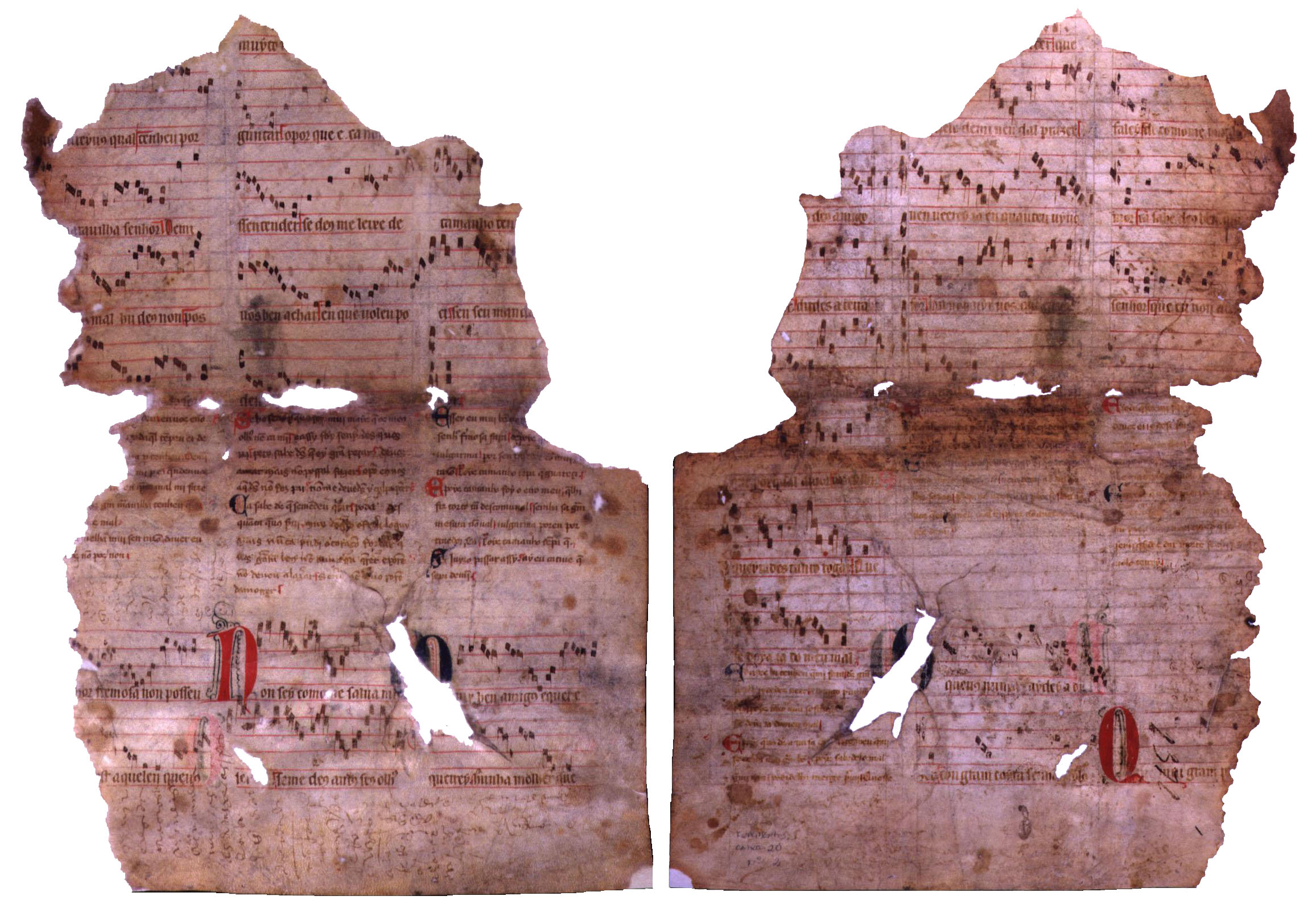
Рукопись с фрагментами «кантиг о любви» Диниша I, oк. 1300 г. (так называемый Пергамент Шаррера). Лиссабон. Библиотека Национального архива Торре ду Томбу

Кантиги сочинялись трубадурами и жонглёрами (галис-порт. jograr, от окс. joglar — шут, скоморох, современное написание порт. jogral, галис. xograr) Пиренейского полуострова. Кантига как жанр галисийско-португальской поэзии развивалась под влиянием куртуазной лирики Прованса, поэтому является пиренейским аналогом канцоны. При этом иберийская кантига обладала собственными характерными чертами, в частности, в рамках этой традиции сформировался собственный жанр «кантиги о друге» (cantiga de amigo), который не встречается у провансальских трубадуров.
По мнению основных авторов электронной публикации светских кантиг Лопеша (Graça Videira Lopes) и Ферейры (Manuel Pedro Ferreira), «песня (порт. cantiga ou cantar) предназначалась для распева», что подтверждается сохранившейся обильной иконографией с инструментальным сопровождением и незаполненными местами рукописи Песенника Ажуда, предназначавшимися для нотации. При том что нотированные духовные кантиги сохранились в значительном количестве, из нотированных светских кантиг до наших дней дошли (фрагментарно) только шесть «кантиг о друге» галисийского жонглёра Мартина Кодаса (Кодакса) в «Пергаменте Винделя» (Pergamino Vindel) и семь «кантиг о любви» (cantigas de amor) португальского короля-трубадура Диниша I в «Пергаменте Шаррера».
Исследователь средневековой культуры Жозе Антониу Соуту Кабу (José António Souto Cabo) писал: «Возможно, что первые произведения трубадуров на северо-западе Пиренейского полуострова могут датироваться периодом приблизительно с 1170 до 1230 года».
Долгое время считалось, что старейшей галисийско-португальской кантигой является Cantiga da Ribeiriña (другое название — «Песнь об алом покрывале» Cantiga da Garvaia), сочинённая Пайо Соаресом де Тавейросом. Однако из-за отсутствия точной датировки первенство перешло к Жуану Соарешу де Пайва, автору сатирической кантиги (cantiga de escárnio) Ora faz host’o senhor de Navarra, написанной между 1196 и 1220 годами.
Кантиги писались на галисийско-португальском языке. Несмотря на то, что на этом языке сохранились юридические документы, в более узком смысле под этим понятием также подразумевается «средневековое поэтическое койне галисийских трубадуров, которым пользовались также португальские и кастильские поэты». Е. Г. Голубева писала:

Классическим периодом развития галисийско-португальской поэзии считается эпоха двух королей — Дона Альфонса X Мудрого, короля Кастилии и Леона (правил в 1252—1284 годах) и его внука и последователя Дона Дениса, короля Португалии (правил в 1279—1325 годах). При их дворах собирались трубадуры из Галисии, Португалии, Кастилии, других областей Пиренейского полуострова (при дворе Альфонса X бывали и мусульманские поэты), а также из других стран, главным образом из Прованса.— Поэзия трубадуров: Антология галисийской литературы. Голубева Е. Г. Послесловие. 1995
На этом едином литературном языке составляли свои кантиги поэты-трубадуры некоторых королевств Пиренейского полуострова: Галисии, Португалии, Кастилии и Леона. В то же время для Альфонса X Мудрого языком прозы был кастильский язык, а языком поэзии — галисийско-португальский. Единственная кантига, написанная не на галисийско-португальском языке, а на одном из провансальских диалектов (возможно, на гасконском), принадлежит португальскому трубадуру дону Гарсии Мендешу де Эйшу (D. Garcia Mendes de Eixo) — «Там, где истоки Тороны» (Alá u nazq la Torona, порт. Lá, onde nasce a Torona).

### Паралитургические кантиги
Cantigas de Santa Maria (всего более 420 пьес) сохранились в четырёх богато иллюстрированных манускриптах конца XIII — первой половины XIV вв. Три из них содержат текст с нотами, в системе квадратной нотации (существует острая проблема её ритмической транскрипции); один — только текст. Как полагают, все рукописи восходят ко двору кастильского короля Альфонсо X Мудрого (не исключено, что сам монарх был сочинителем некоторых кантиг такого жанра), потому их называют также «альфонсинскими»:
- Толедский кодекс (ныне в Национальной библиотеке Испании, Ms.10069; 129 нотированных кантиг), около 1275 г. (кодекс To);
- Кодекс в библиотеке Эскориала T.I.1/T.j.1 (193 нотированные пьесы), составлен в 1280-84 годах (кодекс T);
- Кодекс в библиотеке Эскориала b.I.2/j.b.2[18]. Содержит 407 нотированных пьес (кодекс E);
- Флорентийский кодекс (Флорентийская национальная библиотека, Ms. Banco Rari 20). Вторая («недоработанная») часть кодекса T. Содержит 104 ненотированные кантиги (кодекс F).

Для удобства идентификации (анонимных) кантиг современные учёные присвоили им аббревиатуру CSM и порядковые номера. В Оксфордском проекте. Архивировано 13 октября 2016 года. введён дополнительный идентификатор — (выдуманный учёными) заголовок, кратко обобщающий содержание кантиги. Пример современной идентификации альфонсинской кантиги: CSM 6 The Murdered Chorister (Убитый хорист).

### Светские кантиги
Сохранилось более 1680 светских кантиг. В рукописях подавляющего их большинства содержатся только стихи (музыка не сохранилась):
- «Песенник Ажуда» (Cancioneiro da Ajuda) — сборник, составленный в конце XIII века[10], содержит 310 кантиг о любви. Хранится во дворце Ажуда в Лиссабоне[21].
- «Песенник Ватикана» или «Ватиканский песенник» (Cancioneiro da Vaticana) состоит из 1200 кантиг (cantigas de amigo, cantigas de amor, cantigas de escárnio e maldizer). Рукопись составлена в Италии в конце XV — начале XVI вв. и хранится в Библиотеке Ватикана.
- «Песенник Национальной библиотеки», или ранее «Песенник Колоччи-Бранкути» (Cancioneiro Colocci-Brancuti) — наиболее полный из указываемых трёх, копия подборки XIV века[10][22]. Кодекс составлен в Италии около 1525—1526 годов. Рукопись песенника, обнаруженная в XIX веке и приобретённая в 1924 году правительством Португалии, ныне хранится в Национальной библиотеке в Лиссабоне. Содержит 1560 песен разных жанров около 150 авторов. Рукопись предваряет анонимный трактат о галисийско-португальской поэтике XIII—XIV веков без заглавия, сохранившийся во фрагментах и получивший у литературоведов название Arte de Trovar. По непонятным причинам составитель включил в сборник не относящиеся к светской традиции две хвалебные песни Деве Марии (CSM): Deus te salve, Gloriosa (B 467, E 40, TO 30) и сохранившийся только в данной антологии фрагмент Falar quer'eu da senhor bem cousida (B 468), авторство которого может быть поставлено под сомнение[23].

## Краткая характеристика
По содержанию кантига — это универсальная энциклопедия средневекового мира.

### Светские кантиги: типология
К трём главным жанрам светской кантиги относятся:
Cantigas de amor — «песни о любви», написанные в соответствии с Arte de Trovar от лица мужчины. Заимствованный из Прованса лирический жанр, воспевающий куртуазные отношения к Даме. При этом использовался традиционный приём: поэт выступал в качестве слуги (servidor) по отношению к Даме (senhor, а не senhora, как при современном употреблении слова в женском роде). До нас дошло приблизительно 725 кантиг о любви.
Cantigas de amigo — «песни о друге», где под словом «друг» подразумевается возлюбленный, относятся к лирическому жанру. Согласно Arte de Trovar, в песнях такого жанра лирическое «я» выступает в лице женщины, тоскующей при разлуке с любимым, или радующейся предстоящей с ним встрече. Однако автором (сочинителем) кантиги всегда был мужчина — трубадур или жонглёр. Этот иберийский жанр не имел прецедентов в творчестве трубадуров Прованса. А. Г. Найман упоминает «уникальный во всей провансальской поэзии пример стилизации под жанр женской „песни друга“» в жанровых экспериментах только одного трубадура Прованса — Раймбаута де Вакейраса, указывая, что его авторство этой песни оспаривалось некоторыми учеными. Речь идёт о песне [Oi] altas undas que venez suz la mar (BdT 392.5a) в переводе Наймана — песня-романс о возлюбленном, уплывшем за море «Волны высокие, волны кругом». Всего сохранилось около 500 кантиг о друге. К этому виду кантиг относятся менее распространенные в галисийско-португальской лирике жанры — пастораль и баркарола.
Cantigas de escárnio e maldizer — «песни насмешки и злословия», то есть иронические и сатирические кантиги. В отличие от двух первых разновидностей поэзии на галисийско-португальском языке относятся к жанру сатиры. «Кантига насмешки» полна иронии, критика оппонента может быть завуалирована и иметь двусмысленный характер. Лицо, к которому обращается автор, прямо не упоминается. В «кантиге злословия» сатира носит открытый и агрессивный характер, поэт напрямую обращается к своему противнику и может использовать ругательства. Значительное место занимают картины быта, нередко с сатирическим оттенком (жестокое наказание еврея-ростовщика; врач, ампутирующий ногу сам себе; побег монахини, соблазнённой рыцарем; женщина, испытывающая отчаяние в связи с потерей мужа, вступает во внебрачную связь со своим сыном; порка, повешение, обезглавливание, сожжение преступников и т. д.). Некоторые кантиги этого жанра имеют откровенно эротическое содержание, вследствие чего в изданиях XIX — XX веков они подвергались цензуре или вовсе не печатались. Всего сохранилось примерно 430 «злословных» кантиг.
Небольшое количество светских кантиг (около 50) написано в так называемых «малых жанрах», воспринятых из провансальской лирики, к которым относят тенсону, сирвенту, хвалебную песнь (порт. loor), плач, лэ, пастораль и жесту. Некоторые кантиги трудно отнести к одному определённому жанру. Одно и то же сочинение может обладать характерными чертами сразу нескольких жанров.

### Духовные кантиги: типология, стиль и техника
Альфонсинские кантиги разделяются на два типа: достаточно пространные стихотворные рассказы о сотворенных Богородицей чудесах, так называемые «кантиги о чуде» (cantigas de miragre), и короткие, восхваляющие Пресвятую Деву, обозначенные как «хвалебные кантиги» (cantigas de loor). Примером «кантиги о чуде» может служить CSM 6.
Все альфонсинские кантиги содержат рефрен, стихотворная форма обнаруживает влияние испано-арабской поэтической формы заджаль. Основная текстомузыкальная форма кантиги — виреле. Музыкальный стиль монодических кантиг прост и незамысловат (особенно в сравнении с григорианским хоралом и его полифоническими обработками, которые к XIII веку достигли большой изысканности и технической сложности). Преобладают силлабические мелодии преимущественно в дорийском и миксолидийском ладах. Сохранившиеся фрагменты кантиг Диниша I значительно расцвечены мелизмами, их стиль характеризуют как невматический (наиболее часты трёхнотные распевы слогов).

### Литературоведческая трактовка кантиг
Коллектив португальских авторов, подготовивший электронную публикацию около 1680 светских кантиг, считает, что паралитургические кантиги относятся к другой культурной традиции, нежели светские, поэтому они рассматриваются отдельно, как четвёртый из основных жанров галисийско-португальской поэзии — «песни о святой Марии».

## Контрафактуры
Около 20 кантиг учёные идентифицировали как контрафактуры репертуара труверов и трубадуров, остальные — местного происхождения.
Создатели новой базы данных контрафактных светских кантиг на галисийско-португальском языке, следуя, в частности, описанию «кантиги следования» (cantiga de seguir) в поэтическом трактате Arte de trovar, отбирают композиции иберийских авторов, которые не только могли исполняться на заимствованные мелодии, но также должны были воспроизводить метрические, силлабические и рифмические модели оригиналов Прованса и Франции. К настоящему времени, в соответствии с выдвинутыми и разделяемыми многими специалистами гипотезами, новая база данных содержит 37 контрафактных светских кантиг на галисийско-португальском языке 28 иберийских авторов. Предполагается, что 17 из них стали конрафактурами песен провансальских трубадуров и французских труверов с сохранившейся музыкальной нотацией, остальные 20 довольно точно повторяют метрические и рифмические модели оригиналов.
Из этого числа наибольшее количество контрафактур было создано на основе песен провансальского трубадура Пейре Видаля: 5 его песен послужили моделью для 9 кантиг на галисийско-португальском языке. При этом предполагается, что 4 из них исполнялись на мелодию композиции Quant hom honratz torna en gran paubreira. Несмотря на определённые отличия, формальная структура одной из наиболее известных кантиг о любви португальского короля-трубадура Диниша I Quer'eu em maneira de proençal (B 520b, V 123) совпадает с построением песни Plus que.l paubres, quan jatz el ric ostal Пейре Видаля.

## Проблема авторства

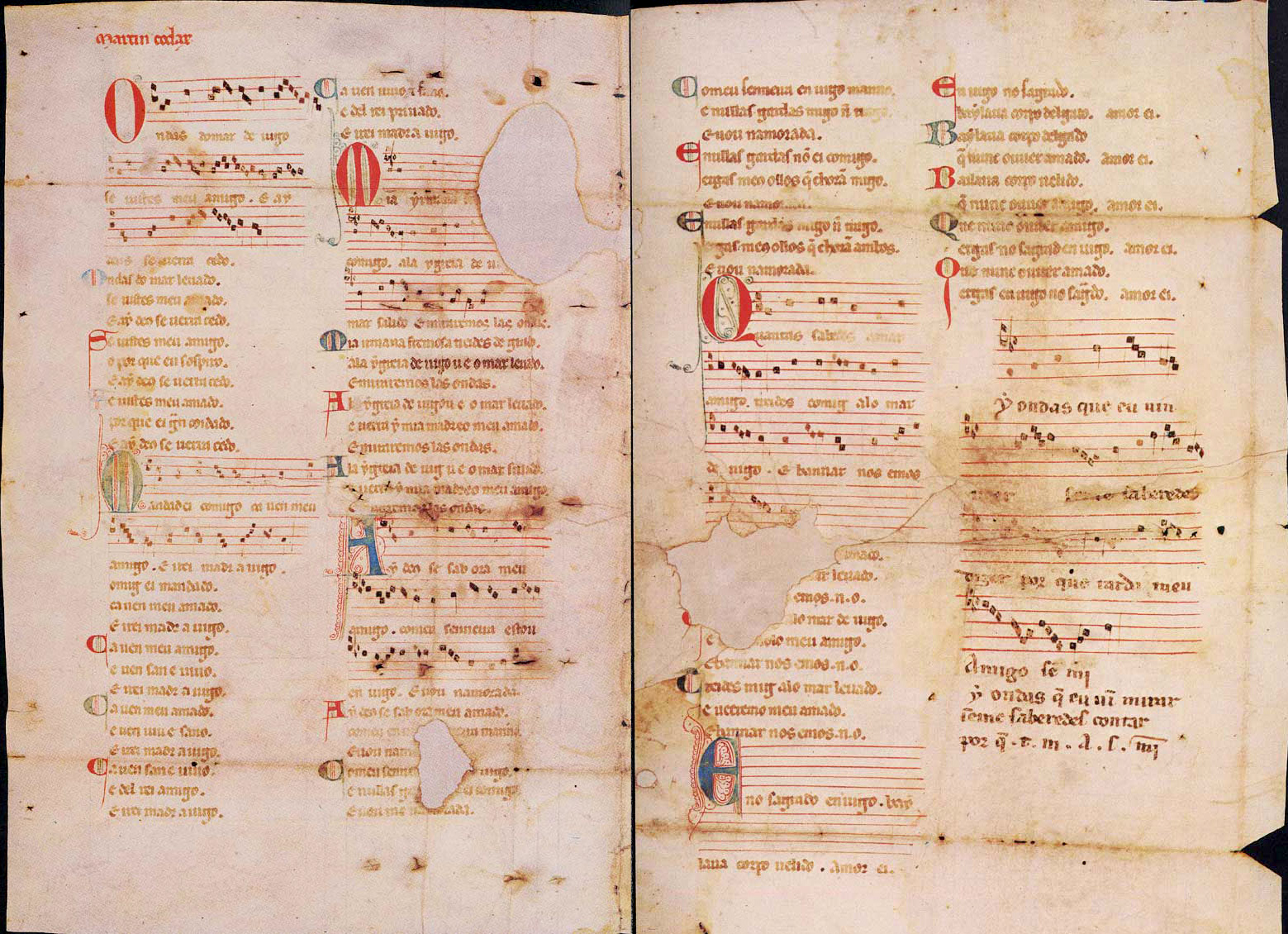
Рукопись «кантиг о друге» Мартина Кодаса (так называемый Pergaminho Vindel), конец XIII — начало XIV вв. Нью-Йорк, Библиотека и музей Моргана, Vindel MS M979

Несмотря на то, что некоторые источники сообщают об анонимности большинства авторов кантиг (имеются в виду авторы музыки), до наших дней дошли имена 187 иберийских трубадуров и жонглёров, которые сохранились благодаря рукописным сборникам.
Как и у провансальских трубадуров, авторы сохранившихся с музыкой кантиг альфонсийских кодексов («композиторы») по большей части неизвестны. Упоминающиеся в рукописях авторы — это (как и в случае со всеми другими традициями светской средневековой лирики с «провансальским» генезисом как, например, в Сицилийской школе) упоминания поэтов.
Среди известных авторов-«композиторов» галисийско-португальской традиции выделяются «король-трубадур» Диниш I и Мартин Кодакс (Кодас), поскольку только к их некоторым сочинениям сохранилась музыкальная нотация. По мнению итальянского литературоведа Джузеппе Тавани кантиги Кодаса «представляют собой единый, последовательный и законченный поэтический цикл». Среди других знаменитых авторов светских кантиг выделяются галисийцы Мендиньо и Жуан де Кангас (76 кантиг), Жоан Айрас де Сантьяго (82 песни) и Перо да Понте (54 кантиги), кастилец Перо Гарсия Бургалес (53 сочинения), португальский трубадур Жуан Гарсия де Гильяде (54 кантиги) и другие. Альфонсо X Мудрый является автором 44 (или 45) песен: 3 кантиги о любви, 1 кантига о друге (предположительно), 34 кантиги насмешки и злословия, 2 хвалебных песни, 4 тенсоны, 1 сирвента.
Как о трубадурах, так и о жонглёрах Пиренеев сохранилось мало биографических сведений. Отсутствие точной информации затрудняет определение авторства. Порой ставится под сомнение даже место рождения или проживания поэта. Например, в случае с трубадуром Мартином Моша (Martin Moxa), литературная деятельность которого развивалась при дворе Альфонсо X Мудрого, остаётся неизвестным, родился ли он в Каталонии или Арагоне.

## Памятная дата
День галисийской литературы, который с 1963 года отмечается 17 мая как в Галисии, так и по всей Испании, в 1998 году был специально посвящён памяти жонглёров Мартина Кодаса, Жуана де Кангаса, Мендиньо, а также прочим авторам средневековых кантиг.

## Кантиги в рок-музыке
Кантига Quen a omagen da Virgen (CSM 353) частично используется, как минимум в двух композициях современных рок-исполнителей:
1) в качестве музыкальной основы — для титульной композиции альбома Fires at Midnight фолк-рок-группы Blackmore’s Night
2) в качестве основы для музыки и текста композиции Maria Virgin с альбома Weckt die Toten! немецкой фолк-метал-группы In Extremo.

## Современные издания
Академическое издание текстов (без музыки) паралитургических (марианских) кантиг предпринял Вальтер Меттман:
- Alfonso X, el Sabio. Cantigas de Santa María, ed. Walter Mettmann, 3 vls. Madrid, 1986–1989.

Сквозная нумерация текстов, установленная в этом издании, положена в основу современной ссылочной традиции, например, CSM 353 = Cantigas de Santa Maria, No.353 по изданию Меттмана.
Лучшую транскрипцию старинной музыкальной нотации кантиг (с текстами) предложил Крис Элмс (Chris Elmes), в четырёхтомном издании
- Cantigas de Santa Maria of Alfonso X el Sabio. A performing edition by Chris Elmes. 4 vls. Edinburgh: Gaïta Medieval Music, 2004–2013.

Другие (полные) издания альфонсинских кантиг — музыки и текстов:
- La música de las Cantigas de Santa María del Rey Alfonso El Sabio, ed. Higinio Anglés. 4 vls. Barcelona, 1943–1964
- Cantigas de Santa María: nueva transcripción integral de su música según la métrica latina, ed. Roberto Pla. Madrid, 2001.

## Дискография
- Обширный список аудиозаписей на портале medieval.org. Архивировано 4 марта 2016 года.